# 満月大経
『満月大経』（まんげつだいきょう、巴: Mahāpuṇṇama-sutta, マハープンナマ・スッタ）とは、パーリ仏典経蔵中部に収録されている第109経。『大満月経』（だいまんげつきょう）とも。
釈迦が、比丘たちに五蘊にまつわる仏法を説いていく。

## 構成

### 登場人物
- 釈迦

### 場面設定
ある満月の晩、釈迦はサーヴァッティー（舎衛城）のミガーラマーター講堂に滞在していた。
一人の比丘に五取蘊について問われた釈迦は、五蘊と、それに関連する関心・原因・善・悪・離を、また更に、我見や我所見などを越えるために、五蘊の無常や非我を観ること等を説く。
この説法によって60人の比丘が解脱する。

## 日本語訳
- 『南伝大蔵経・経蔵・中部経典3』（第11巻上） 大蔵出版
- 『パーリ仏典 中部（マッジマニカーヤ）後分五十経篇I』 片山一良訳 大蔵出版
- 『原始仏典 中部経典4』（第7巻） 中村元監修 春秋社